# Tomitori Fūdō
Tomitori Fūdō (japanisch 富取 風堂; geboren 1. Oktober 1892 in Tokio; gestorben 12. Februar 1983 in Chiba) war ein japanischer Maler der Nihonga-Richtung.

## Leben und Werk
Tomitori Fūdō begann 1905 ein Studium der Malerei an der Schule „Angadō-juku“ (安雅堂画塾), die unter der Leitung des für seine geschichtlichen Darstellungen bekannten Malers Matsumoto Fūkō (1840–1923) stand. Dort freundete er sich mit seinen älteren Mitschülern Imamura Shikō, Hayami Gyoshū und anderen an, die einen neuen Malstil anstrebten. 1914 schloss sich Tomitori der Gruppe „Sekiyōkai“ (赤曜会) an, die von Matsumotos Schülern gegründet worden war, da auch er im Stadtteil Meguro wohnte.
Die Gruppe veranstaltete im folgenden Jahr drei Ausstellungen und wurde schnell bekannt mit ihren der Moderne angepassten Bildern im Nihonga-Stil. Mit dem Tode Matsumotos 1923 löste sich aber die Gruppe auf. Tomitori konnte auf der 2. Ausstellung des wiedererstandenen Nihon Bijutsuin sein Bild „Kawaguchi no asa“ (河口の朝) – „Kawaguchi am Morgen“ zeigen. Er stellte dann auch auf der staatlichen Ausstellungsreihe aus, vor allem aber auf der „Inten“. Sein Bild „Niwatori“ (鶏) – „Hühner“, das er auf der 1920 auf der „Inten“ zeigte, ließ eine genaue zeichnerische Durchführung erkennen, wie sie die durch den europäischen Stil beeinflusste  Künstlergruppe „Sōdosha“ (草土社) pflegte.
Tomitori stellte weiterhin auf der „Inten“ aus und wurde 1924 Mitglied des „Nihin Bijutsuin“. 1931 war er auf der „Ausstellung japanische Malerei“ in Berlin zu sehen. Später, etwa ab der 24. „Inten“ 1937, auf der er das Bild „Kasai fūkei“ (葛西風景) – „Landschaft bei Kasai“ zeigte, wurde seine Bildgestaltung einfacher.
Nach dem Zweiten Weltkrieg wurde Tomitori 1958 Berater des „Nihon Bijutsuin“. 1966 wurde er für das auf der „Inten“ gezeigte Bild „Boshi no uma“(母子の馬) – „Stute und Fohlen“ mit dem „Preis des Kultusministers“ (文部大臣賞, Mombudaijin shō) ausgezeichnet. 1967 ehrte ihn die Präfektur Chiba als „Person mit besonderen kulturellen Verdiensten“. 1969 wurde er Wirtschaftsprüfer des „Nihon Bijutsuin“. Ab 1976 wurde er Geschäftsführer des „Yokoyama-Taikan-Museums“ (横山大観記念館, Yokoyama Taikan kinenkan).